# Kościół św. Apostołów Piotra i Pawła w Smogolicach
Kościół św. Apostołów Piotra i Pawła w Smogolicach – katolicki kościół filialny zlokalizowany we wsi Smogolice w gminie Stargard, w powiecie stargardzkim (województwo zachodniopomorskie). Jest filią parafii św. Michała Archanioła w Poczerninie.

## Historia i architektura
Murowany z kamienia polnego i cegły kościół został wzniesiony na przełomie XV i XVI wieku. Utrzymany w gotyckim stylu, jest budowlą salową, sytuowaną na planie prostokąta. Od strony zachodniej posiada trójboczny szczyt. Okna w korpusie nawowym zamknięte są ostrołukowo. W 1873 roku kościół przeszedł przebudowę, w trakcie której zatarte zostały pierwotne formy budowli. W 1889 roku dostawiona została wieża, zdobiona blendami i otworami okiennymi, w przyziemiu której umieszczono portal wejściowy. Wieża zwieńczona jest ostrosłupowym, blaszanym hełmem.
Wnętrze kościoła nakrywa podwyższony, drewniany strop z belkowaniem. Nad wejściem zachowała się XIX-wieczna, drewniana empora chórowa.
Po II wojnie światowej kościół został konsekrowany jako świątynia katolicka w dniu 7 grudnia 1977 roku.